# Anomala semicincta
Anomala semicincta är en skalbaggsart som beskrevs av Bates 1888. Anomala semicincta ingår i släktet Anomala och familjen Rutelidae. Inga underarter finns listade i Catalogue of Life.